# Mülltrennung
Unter Mülltrennung, fachlich Abfalltrennung, versteht man das getrennte Sammeln unterschiedlicher Abfallarten durch Privathaushalte, private Unternehmen und Dienststellen im öffentlichen Dienst. Dieser Vorgang kann auch noch in Abfallverwertungsanlagen vorgenommen werden. In diesem Fall stellt die Anlieferung von Abfall eine Vorbereitungshandlung für die eigentliche Mülltrennung dar. Sortenreiner Abfall kann oft unmittelbar als Sekundärrohstoff (z. B. Altstoffe, Aushubmaterial) wiederverwendet werden. Nicht zu Wertstoffen verarbeitbare Materialien werden im Zuge einer Abfallentsorgung (etwa als Restmüll, gemischter Bauschutt, Sondermüll/Problemstoff) durch Deponierung, Verbrennung usw. beseitigt. 
Neben der Abfallvermeidung im engeren Wortsinn und der unmittelbaren Wiederverwendung tragen die Elemente der Kreislaufwirtschaft, nämlich die Mülltrennung zur Rückgewinnung von Wertstoffen und das Altstoffrecycling, in großem Maße zum Schutz der natürlichen Ressourcen, zum Umweltschutz sowie zur Energieeinsparung bei. Die Prinzipien der Abfallvermeidung, der Mülltrennung und der Wiederverwertung von Wertstoffen bilden die Grundlage der modernen Abfallwirtschaft. Alle drei Prinzipien sollen der Minimierung der Menge des „Abfalls zur Beseitigung“ dienen. 

## Grundlagen
Mülltrennung wird zum einen durch den Verursacher selbst durchgeführt und zum anderen beim nachträglichen Sortieren in Müllsortieranlagen (Splitting). Inzwischen existieren ausgereifte automatisierte technische Sortieranlagen, die auch gemischte Siedlungsabfälle (teilweise) sortenrein trennen können.
Der Recyclingcode auf Produkten aus Kunststoff und anderen Leichtverpackungen erleichtert die Erkennung und sortenreine Trennung verschiedener Sekundärrohstoffe.
Wenn im Rahmen der Mülltrennung bestimmte Artikel einer neuen Nutzung zugeführt werden können, so gelten diese nicht oder nicht mehr als Abfall.
Mülltrennung umfasst zwei von der Verursachergruppe abhängige Aspekte:
- die Trennung von Hausmüll in Privathaushalten (und ähnlichen Einrichtungen)
- die Trennung von Abfall in Gewerbe und Industrie (einschließlich öffentlicher Wirtschaft)

Während für Hausmüll möglichst flächendeckend einheitliche Mülltrennungssysteme erwünscht sind, die sich in die kommunale Abfallwirtschaft einfügen, sind in Unternehmen branchen- und produktangepasste Speziallösungen vonnöten, die sich in die internen betriebswirtschaftlichen Abläufe eingliedern.
Getrennt werden muss nicht nur der Abfall aus Konsum und Produktion (Primärabfall), sondern auch der Sekundärabfall, der aus der Entsorgung entsteht (Müllverbrennungsaschen und -schlacken, Schreddergut, Klärschlamm, Reste der Tierkörperverwertung).
Durch eine recyclinggerechte Konstruktion wird die spätere Trennung von Wertstoffen bereits bei der Güterproduktion berücksichtigt.
Eine gute Mülltrennungsquote (das Verhältnis sortenrein getrennten Abfalls zum Restmüll) ist erforderlich, um eine hohe Recyclingquote (das Verhältnis wiederverwerteter Altstoffe zu Müllverbrennung und Deponiemüll) und eine möglichst saubere thermische Verwertung zu erreichen.
Während Mülltrennung in den Anfangsjahren der grünen Bewegung auf Freiwilligkeit beruhte, ist sie in Industriestaaten heute sowohl für Privathaushalte wie Unternehmen gesetzlich geregelt. Die Finanzierung der getrennten Entsorgung erfolgt meist über Müllgebühren, Steuern oder Abgaben auf Produkte (Vorfinanzierung im Verkauf).

Müllsammelbehälter
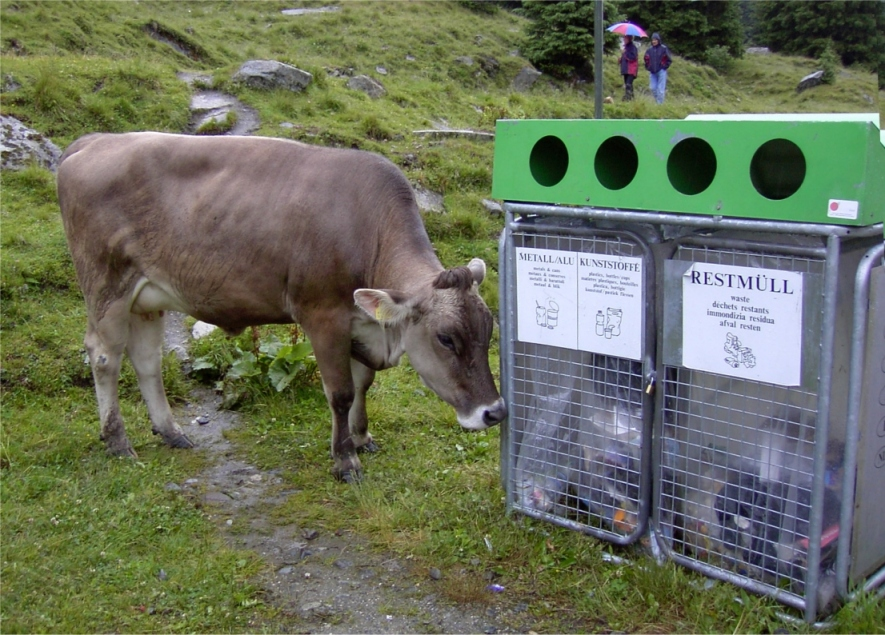
Getrennte Müllsammelbehälter im hinteren Pitztal/Tirol
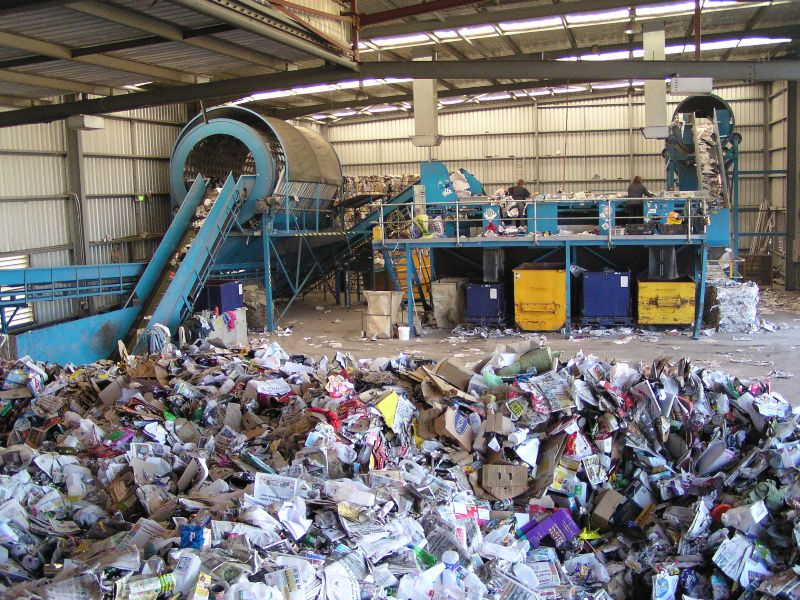
Manuelle Trennung von Abfällen in einer Recyclinganlage
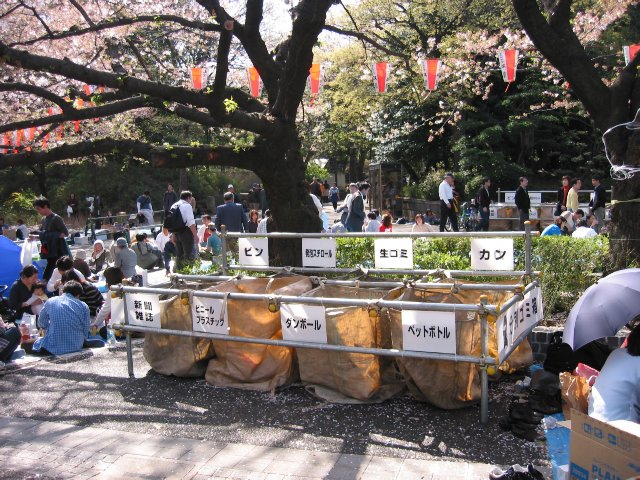
Mülltrennung bei einem Kirschblütenfest in Tokio
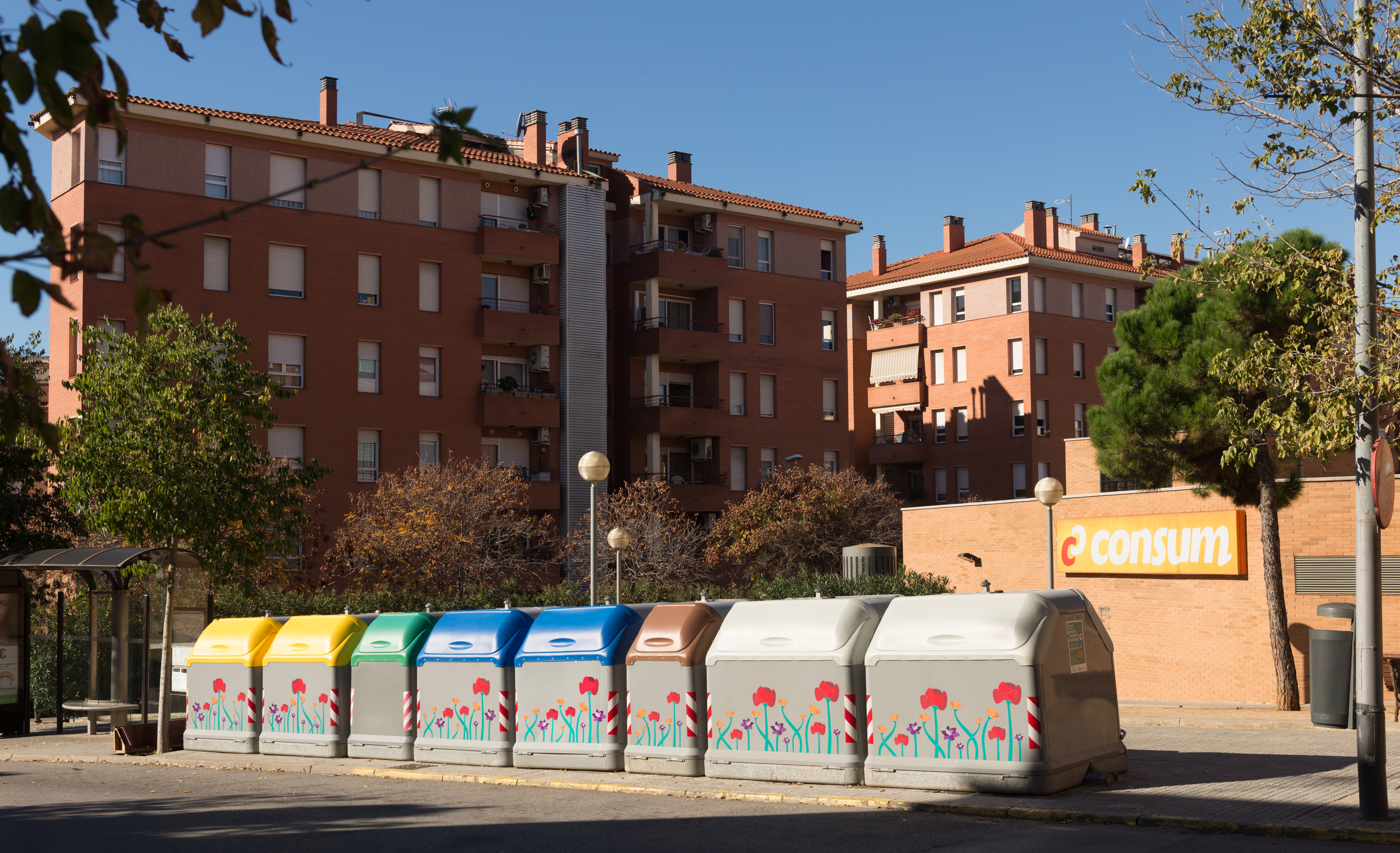
Container in Ripollet (Spanien)
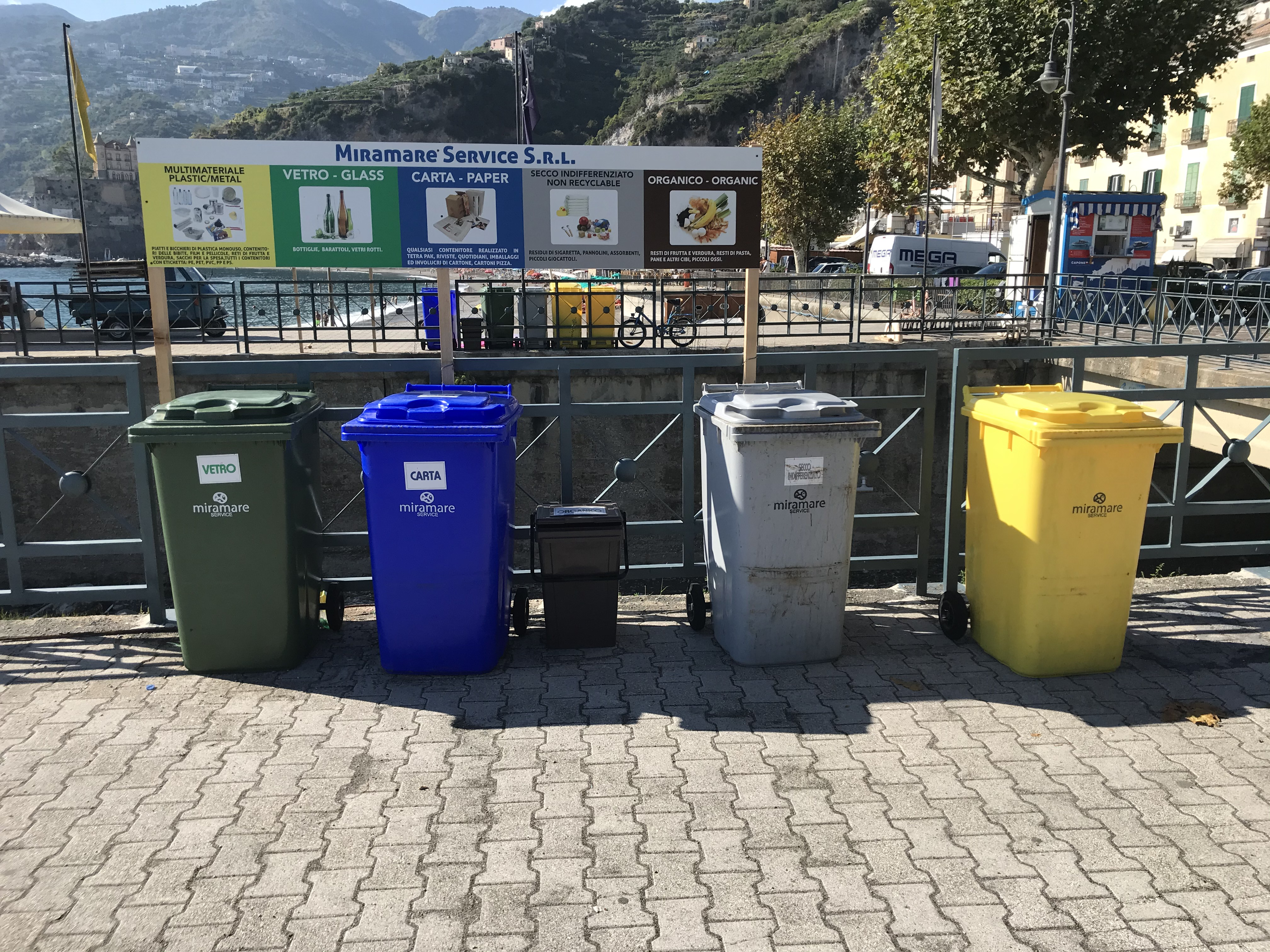
Mülltrennung in Maiori, Italien, Provinz Salerno
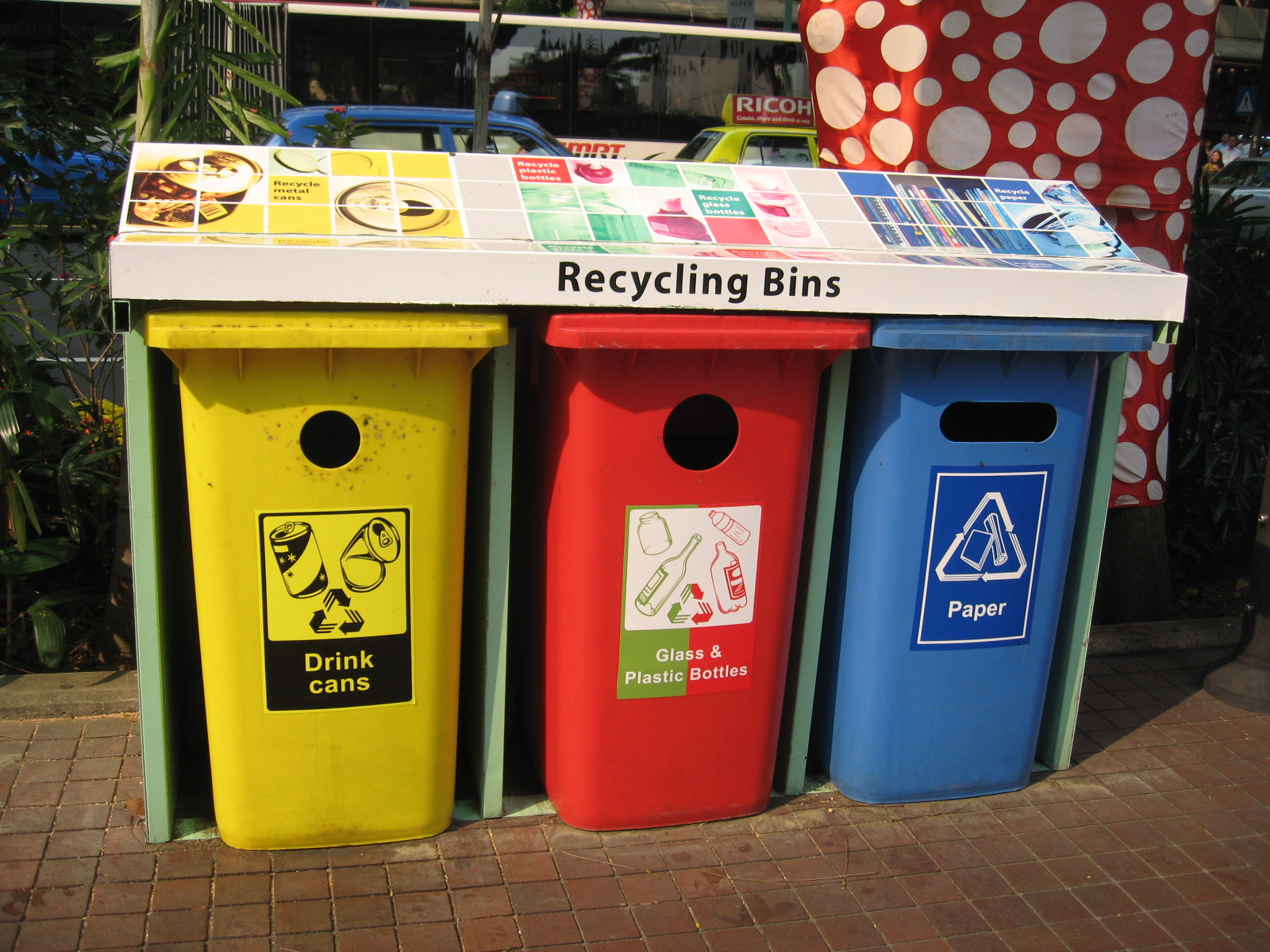
Mülltrennung in Singapur

## Deutschland

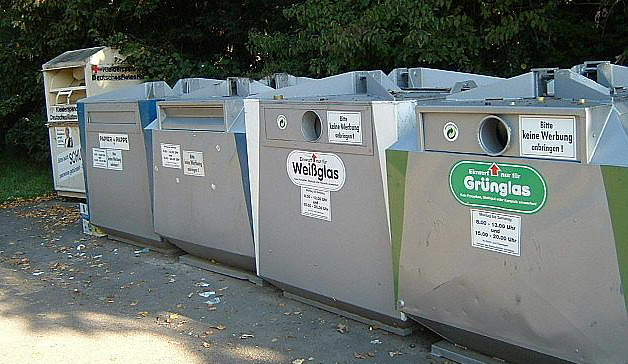
Öffentliche Glas- und Papiercontainer in Deutschland

Seit 2015 schreibt das Kreislaufwirtschaftsgesetz Getrennthaltungspflichten für Bioabfälle (§ 11: „Anforderungen an die Kreislaufwirtschaft für Bioabfälle und Klärschlämme“) sowie für Papier-, Metall, Kunststoff- und Glasabfälle (§ 14: „Förderung des Recyclings und der sonstigen stofflichen Verwertung“) vor. Zur Förderung des Recyclings und der sonstigen stofflichen Verwertung führte § 14 Recyclingquoten ein, die spätestens ab 2020 einzuhalten waren.
In Deutschland wird die Mülltrennung und -abfuhr allerdings regional unterschiedlich gehandhabt. Die Art und Weise der Umsetzung ist umstritten.
Grundsätzlich muss in Deutschland der im Alltag anfallende Abfall getrennt werden in:
- Altglas (meist separat als Weiß-, Grün- und Braunglas bzw. Buntglas).
- Altpapier,
- sonstige Leichtverpackungen (Verpackungsmüll aus Kunststoff, Metallen und Verbundmaterial)
- Bioabfall
- Restmüll.

Zusätzlich bestehen oft dezentrale Sammelstellen für Altkleider und Elektroschrott, gelegentlich auch für Korken.
Der Einzelhandel ist verpflichtet, leere Batterien sowie Leuchtstofflampen zurückzunehmen.
Entsorgung der verschiedenen Abfälle:
- Altbatterien aller Art (kostenfrei im Einzelhandel oder Sammelstellen zu hinterlassen, da abgegolten durch die Abgabe der Hersteller für die Entsorgung),
- Altöl und Ölkanister (kostenfrei an Sammelstellen zu hinterlassen; abgegolten durch die Abgabe der Hersteller für die Entsorgung),
- Arzneimittel (z. T. kostenlose Rücknahme an den Schadstoffannahmestellen mancher Städte/Landkreise, ansonsten Entsorgung über Apotheken),
- Bauschutt (Kleinmengen gegen geringe Gebühr an Sammelstellen zu hinterlassen),
- Bioabfall, braune Tonne (kostenfrei für den Haushalt; Abfuhr und Verwertung sind mit den Gebühren für den Restmüll abgedeckt),
- Einwegflaschen und -dosen (Rückgabe in Getränkeverkaufsstellen gegen Erstattung des Dosen- oder Flaschenpfandes)
- Elektronikschrott (kostenfrei an Sammelstellen zu hinterlassen, da abgegolten durch die Abgabe der Hersteller),
- Grünabfall/Gartenabfall (kostenfrei an Sammelstellen zu hinterlassen; Verwertung ist mit den Gebühren für den Restmüll abgedeckt),
- Glas (kostenfrei für den Haushalt, da Abfuhr und Verwertung kostendeckend für den Entsorger)
- Metallschrott (kostenfrei an Sammelstellen zu hinterlassen; Verwertung ist mehr als kostendeckend für den Entsorger),
- Papier und Pappen, blaue Tonne (kostenfrei für den Haushalt; Verwertung ist kostendeckend für den Entsorger),
- Pfandflaschen (Rückgabe in den Verkaufsstellen gegen Erstattung des Flaschenpfandes),
- Restmüll, schwarze Tonne oder schwarzer Sack (kostenpflichtig, fester Tarif mit Mindestvolumen pro Einwohner),
- Schadstoffsammlung (kostenfrei an Sammelstellen zu hinterlassen, Abfuhr und Verwertung mit den Gebühren für den Restmüll abgedeckt),
- Sperrmüll (an Sammelstellen gegen geringe Gebühr zu hinterlassen oder kostenfreie Abholung auf Anforderung; Abfuhr und Verwertung wird aus den Gebühren für den Restmüll beglichen),
- Straßenkehricht (Aufnahme und Abfuhr nur an endgültig hergestellten Straßen durch die kommunale Straßenreinigung, abgegolten durch die Grundsteuer),
- Textilien (Sammelcontainer und Sammelstellen; Verwertung ist kostendeckend für den Entsorger),
- Verpackungsabfall, gelber Sack oder gelbe Tonne (abgegolten durch die Abgabe der Verpackungsindustrie – duales System).

### Abfall-Aufkommen und Verwertungs-Quoten
In Deutschland fallen jährlich etwa 350 Mio. t Abfälle an. Der größte Anteil, etwa 200 Mio. t, sind mineralische Abfälle. Von den mineralischen Abfällen sind ca. 100 Mio. t Boden und Steine, ca. 73 Mio. t Bauabfall (Bauschutt), ca. 15 Mio. t Aschen und Schlacken aus Kraftwerken und anderen Verbrennungsprozessen, ca. 7 Mio. t Hüttensand und Hochofenschlacke sowie ca. 6 Mio. t Stahlwerksschlacke. Der größte Anteil des Bodenmaterials wird bei Verfüllungsmaßnahmen eingesetzt.
Von den 455 kg Müll, der pro Kopf in deutschen Haushalten im Jahr 2009 anfiel, waren 199 kg Haus- und Sperrmüll, 143 kg Wertstoffe und etwa 111 kg Bioabfall.
2007 wurden in Deutschland etwa 10 % der Kompaktleuchtstofflampen ordnungsgemäß entsorgt, was deutlich unter den Rücklaufquoten anderer Länder liegt und von Umweltverbänden als unzureichend kritisiert wurde. Dadurch seien allein „2006 mehrere Hundert Kilogramm Quecksilber unkontrolliert in die Umwelt gelangt“.

### Sammelsysteme, Verbände und Richtlinien
1961 wurde in der Bundesrepublik mit der Gründung des Bundesverbandes der Deutschen Entsorgungswirtschaft (BDE) das Sammeln von Abfällen und Wertstoffen neu organisiert. Es entstanden Dienstleister wie Sulo, Trienekens, Rethmann und Edelhoff.
Etwa zur selben Zeit entstand in der DDR das überregionale Sammelsystem SERO.
Mit dem dualen System (ehemals auch Grüner Punkt) wurde in Deutschland eine beim Kauf von Konsumartikeln vorgeleistete Finanzierung für automatisiert trennbare Materialien eingeführt, um verursacherseitigen haushaltsnahen Abfall durch die Entsorgungsbranche dem Recycling zuzuführen. Damit wird Abfall zu einem Wirtschaftsgut.
Um Rohstoffe effizient wiederverwerten zu können, fordert das Kreislaufwirtschaftsgesetz, den Müll vorzusortieren. § 11 benennt die Abfallarten: Papier, Glas, Kunststoffe, organische Abfälle, Metalle, Elektrogeräte, Sperrmüll. Soweit hierfür gesonderte Müllsammelbehälter zur Verfügung gestellt werden, muss der Müll entsprechend getrennt entsorgt werden.
Seit 2005 gilt das Elektro- und Elektronikgerätegesetz (ElektroG), das die Rücknahme von Elektrogeräten regelt.
Die 2017 grundsätzlich modernisierte Gewerbeabfallverordnung regelt die Handhabung und Dokumentationspflichten in diesem Bereich.

## Österreich
In Österreich ist Mülltrennung – neben gemeinsamen EU-Recht – im zentralen Abfallwirtschaftsgesetz des Bundes geregelt, der Umgang mit Restabfall in der Deponieverordnung und den Landesgesetzen. Mülltrennung ist im Allgemeinen Aufgabe der Gemeinden (Straßensammlung/Müllabfuhr, Betrieb von Recyclinghöfen, Mistplätzen u. a.), einzelne Aspekte werden in zentralen Mülltrennungs- und -sammlungssystemen abgewickelt, so das Verpackungsrecycling im ARA System, das von der Altstoff Recycling Austria und ihren Tochterunternehmen (etwa die Firma ARES für betriebliche Entsorgungslösungen) und Branchenrecyclinggesellschaften betrieben wird, oder die Trennung und Entsorgung radioaktiven Mülls durch die Nuclear Engineering Seibersdorf (NES) des Austrian Institute of Technology.
In Österreich wird der gesamte Abfall – zumindest in Großgruppen – getrennt erfasst: Es fallen (Stand 2010) jährlich etwa 52 Millionen Tonnen Abfall an, davon knapp 50 Mio. t Primärabfall. 32 Mio. t sind mineralischen Ursprungs, 25 Mio. t davon sind Aushubmaterialien, die schon in der Bauwirtschaft getrennt anfallen und – bis auf die große Menge – weitgehend unproblematisch sind, 5,2 Mio. t feste Siedlungsabfälle (etwa Bauschutt). 4 Mio. t sind Holzabfall, knapp 2 Mio. t Altmetall, 1,8 Mio. t Papierabfall. Nahrungsabfall umfasst etwa 1 Mio. t, sonstiger biologisch verwertbarer Abfall 2 Mio. t. Knapp 400.000 t stammen aus Tierhaltung und Schlachtung (tierische Nebenprodukte – eine eher problematische Gruppe – insgesamt etwas über 1 Mio. t). Der Rest, eine Menge von grob 5 Mio. t, ist gewerblicher und Industrieabfall diverser Abfallgruppen. Gefährlicher Abfall beläuft sich auf etwa 1 Mio. t (also 2 % des Gesamtabfalls).
Zum Zwecke der Aufbereitung und Verwertung werden 62 % davon getrennt, die nationale Recyclingquote ist europaweit führend. Für die thermische Behandlung stehen 15 %.
Siedlungsabfälle aus Haushalten und ähnlichen Einrichtungen umfassen knapp 4 Mio. Tonnen, davon sind über 2,2 Mio. t getrennt erfasst, 250.000 t Sperrmüll, 1,4 Mio. t sind gemischter Abfall, der sekundär weiter getrennt werden muss (Primärmülltrennungsquote 57 %). Hier beträgt die Ablagerungsquote nur mehr 0,5 %; 8,5 % werden biotechnisch (Altholz u. Ä.), 17,5 % biogen (Kompost), 40 % thermisch verwertet, 30,5 % direkt recycelt, 2,5 % sind Problemstoffe und Elektronikschrott. Bei den unsortierten Abfällen beträgt die stoffliche Verwertungsquote dann rund 84,2 %, die thermische 14,3 %, die biogene 0,5 %, deponiert wird 1 %. Insgesamt müssen nur mehr etwas über 400.000 Tonnen Haushaltsmüll deponiert werden (11,3 %), und selbst diese Menge ist bezüglich ihrer Deponierbarkeit getrennt.
In Gewerbe und Industrie werden über zwei Millionen Tonnen Altstoffe im ARA-System getrennt gesammelt, die zu über 97 % stofflich bzw. energetisch verwertet werden können. Die größten Fraktionen dabei sind Altpapier, Karton, Pappe und Wellpappe (900.000 t) und Eisen und Stahl (750.000 t). Weitaus größter Verursacher ist die Baubranche, die durch Aushubmaterialien gut die Hälfte des österreichischen Gesamtabfalls stellt. Aushub wird ebenfalls nach zahlreichen Kriterien getrennt (Herkunft Boden – Erde oder Fels – oder technisches Schüttmaterial, mögliche Kontaminierung wie Brandschutt oder Altlasten) und zu über 60 % wiederverwertet (Geländekorrekturen, Untergrundverfüllungen, Dammherstellungen u. Ä.), der Rest wird im Deponiebau eingesetzt. Andere Bauabfälle, insbesondere Bauschutt, werden weniger effizient getrennt und stellen die mengenmäßig größte Problemgruppe in der Mülltrennung dar.
Bei Verpackungsmüll, der im Ausmaß von 800.000 t anfällt, beträgt die Mülltrennungsquote 96 %. Dazu gibt es österreichweit 1,46 Mio. öffentliche Sammelbehälter, 1,44 Mio. Haushalte sind an das Sammelsystem Gelber Sack angeschlossen. Hohe Quoten erzielen traditionell auch Ressourcen wie Glas und Altmetalle und insbesondere die Trennung organisch verwertbarer Abfälle, bei denen die Recyclingquote im Bereich der kommunalen Abfälle mit 33 % einen europäischen Spitzenwert mit Ausnahmecharakter erreicht (Niederlande als Nr. 2: 24 %).

## Schweiz
In der Schweiz gibt es besondere Formen der Mülltrennung, z. B. das Recycling von PET-Flaschen (siehe PET-Recycling Schweiz).

## Italien
In Italien wird ein zunehmender Anteil des städtischen Festmülls gesammelt und behandelt.
| Jahr | Anteil |
| ---- | ------ |
| 2000 | 14,2 % |
| 2012 | 34,9 % |
| 2014 | 45,2 % |
| 2016 | 52,5 % |
| 2017 | 55,5 % |
| 2018 | 58,8 % |
| 2019 | 61,3 % |
| 2022 | 65,2 % |

## Unzureichende Verwertungsquoten

### Zuweisung der Verantwortlichkeit

#### Konsumenten
Michael Braungart, der Leiter des internationalen Umweltforschungsinstituts Epea in Hamburg, referierte im Jahr 2015 die Ansicht, wonach „träge […] und gleichgültige Bürger […] schuld am Müllproblem“ seien. Diesen Aspekt bewertete er jedoch als „völlig nebensächlich“.

#### Hersteller, Händler und Politiker
Das deutsche System der Mülltrennung wird aufgrund der Mülltrennungsmöglichkeiten für dessen unnötigen Aufwand und Ineffizienz kritisiert. Die Hälfte der Verpackungsabfälle, die über die gelbe Tonne oder den gelben Sack eingesammelt werden, wurden 2014 nicht recycelt, sondern verbrannt. So äußerte sich 2001 etwa Karl Ihmels, ehemaliger Landrat im Lahn-Dill-Kreis:
„Wir haben ein derartig kompliziertes Geflecht von zusätzlichem Aufwand für die Familien, von zusätzlichem Aufwand für die Entsorgungswirtschaft. Und all das wäre nicht nötig, wenn man sich der modernen Techniken bedienen würde.“

Max Monzel, Geschäftsführer des kommunalen Abfallentsorgers ART Trier, ließ 2009 zwei Monate über den Restmüll von 230.000 Einwohnern mit dem Inhalt ihrer gelben Säcke vermischen und ihn dann von einer Versuchsanlage wieder davon trennen. Nach dem Versuch resümiert er, dass das Nachsortieren technisch ohne Probleme funktioniere und aus dem Müll ein zu rund 97 Prozent reines Kunststoffgemisch gewonnen werden könne.
Laut Michael Braungart (s. o.) sind Industrie und Politik „schuld am Müllproblem“. Denn zu viele Produkte und Verpackungen bestünden aus Materialmischungen, die sich kaum noch trennen und wiederverwerten ließen.
Laut der Bundestagsabgeordneten Sylvia Kotting-Uhl von den Grünen habe sich das duale System so entwickelt, dass es das Umweltbewusstsein der Bürger lächerlich mache und ökologische Innovationen verhindere.
Eine Mitschuld an dieser Entwicklung geben viele Kritiker der EU. Beim Beschluss von Richtlinien wie der über die Pflicht zum Einsatz von „Tethered Caps“ (s. u.) befinde sich Deutschland oft in einer Minderheitenposition und könne sich deshalb nicht durchsetzen. Richtlinien der EU wiederum müssten in nationales Recht umgesetzt werden.

### Maßnahmen zur Verringerung des Anteils von „Abfall zur Beseitigung“

#### Verhängung von Bußgeldern
In Bayern wird einem „Müllsünder“, der achtlos ein Papiertaschentuch wegwirft, ein Bußgeld in Höhe von 20 € angedroht. Dieselbe Bußgeldhöhe wird z. B. bei der Platzierung von einem halben Liter Speiseöl in einer Plastiktonne fällig. Für den Entsorgungsversuch einer Energiespar-Glühbirne in einer Plastiktonne muss der „Täter“ 240 € bezahlen.
Aktuell (2024) befinden sich vor der geplanten Entleerung einer durchschnittlichen Biotonne in dieser bis zu 5 Prozent „Störstoffe“. Eine Änderung der Bioabfallverordnung aus dem Jahre 2022 schreibt ab dem 1. Mai 2025 vor, dass die erlaubte Menge an „Störstoffen“ in einer Biotonne nur noch bis zu 1 Prozent betragen darf und dass bei einem Anteil von 3 Prozent dem Tonnenbesitzer ein Bußgeld droht.

#### Ignorierung falsch befüllter Abfallbehälter

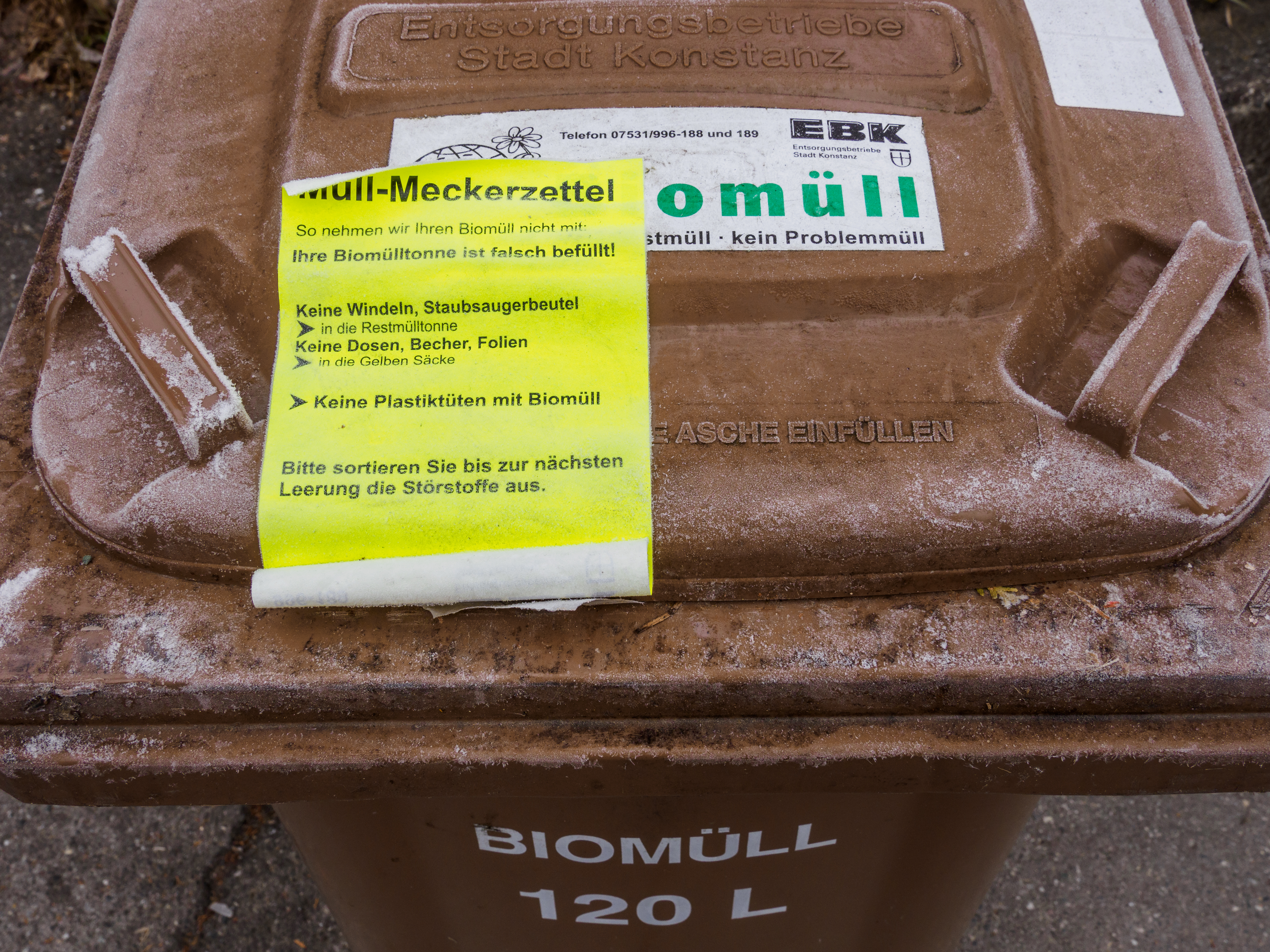
Falsch befüllte Biomüll-Tonne

Das Foto rechts zeigt die Praxis einiger Abfallentsorger und Wertstoffverwerter, falsch befüllte Tonnen nicht zu entleeren. Der Effekt dieser Maßnahme ist mit den Folgen des Verpassens eines Busses vergleichbar. Die Problemlösung ist Angelegenheit des Verursachers des Problems (hier: eine in der Regel um zwei Wochen verlängerte Wartezeit auf die nächste Leerung der nunmehr ordnungsgemäß gefüllten Biotonne, wenn sich der Entsorgungswillige nicht zwischenzeitig für eine andere „Problemlösung“ entscheidet).

#### Informations- und Motivationskampagnen

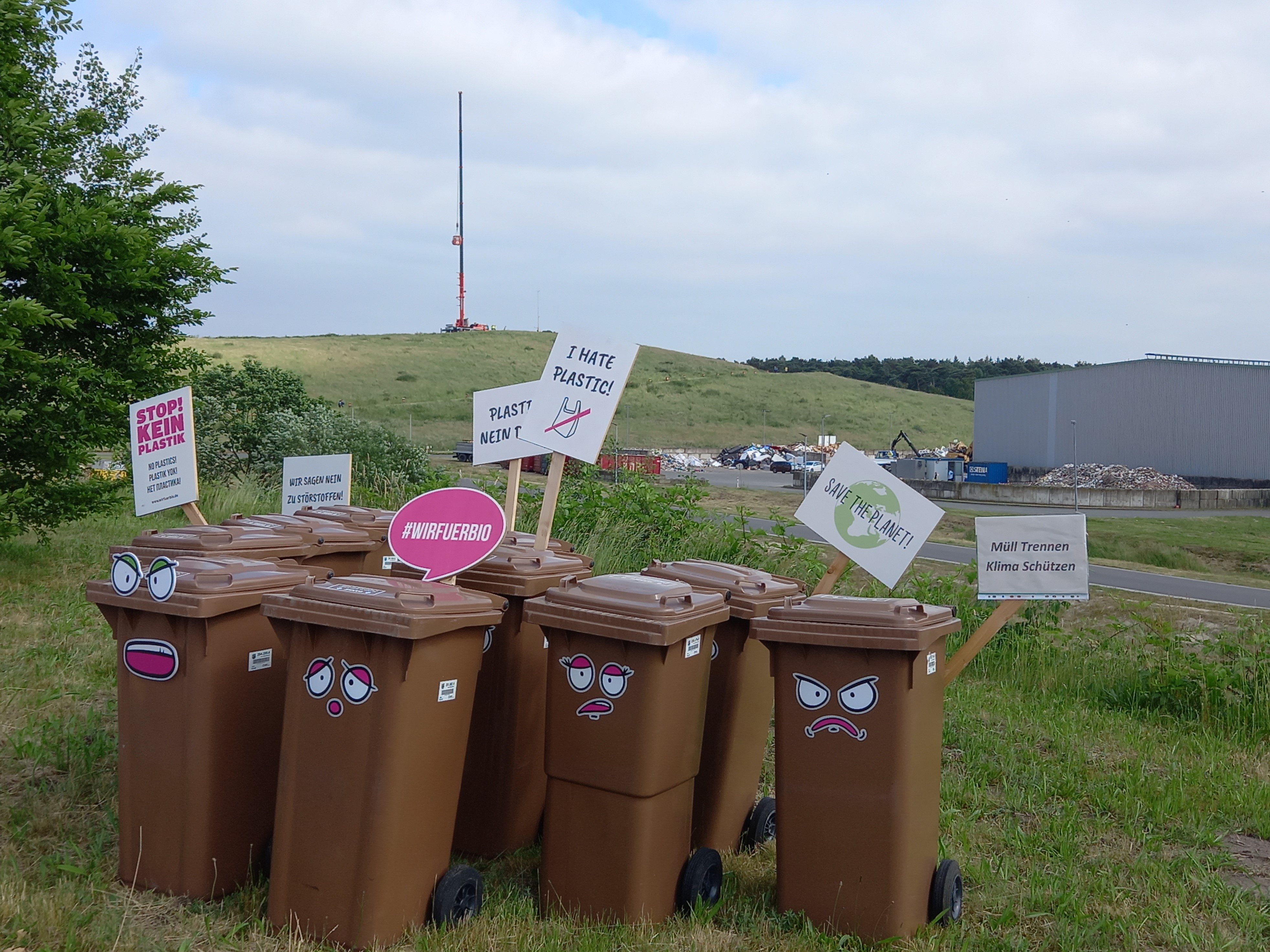
Versuch der Motivierung von Konsumenten: Eine „Demo“ von Biotonnen gegen fehlplatzierte Plastikteile

Aus der Einsicht heraus, dass die Drohung mit „der moralischen Keule oder Strafen“ wenig effizient sei, entwickelten 2018 die Stadt Stuttgart und das Land Baden-Württemberg eine gemeinsame Kampagne zur Reduzierung der „Berge von Kleinmüll“, in denen die Landeshauptstadt zu ersticken drohe (im Englischen als „littering“ bezeichnet). Hierbei sei das Verbraucherverhalten entscheidend. Denn letztlich entscheide dieser z. B., ob er Kaffee aus einem Pappbecher oder einer abwaschbaren Tasse trinken wolle. Ein Boykott von Wegwerfgeschirr und -besteck werde auch das Angebot und die Herstellungsmenge solcher Produkte verringern.
Vom 3. bis 16. Juni 2024 engagieren sich bundesweit mehr als 200 Kommunen erstmals gemeinsam mit den dualen Systemen und großen Partnern aus dem Lebensmitteleinzelhandel sowie mit Vertretern der Entsorgungswirtschaft für das gemeinsame Ziel, so viele Menschen wie möglich zu mehr und besserer Mülltrennung zu motivieren. Bereits am 2. Juni 2024 arrangierte z. B. die Abfallwirtschaft Vechta am Rande ihres Verwertungszentrums eine „Demo“ von Biotonnen gegen fehlplatzierte Plastikteile (siehe das Foto rechts).

#### Produktinnovationen
Seit einiger Zeit gibt es PET-Trinkflaschen, deren Verschluss nicht ohne Weiteres abgenommen werden kann (fachsprachlich „Tethered Caps“ genannt). Dadurch verringert sich der Anteil fehlplatzierter Deckel europaweit erheblich. Müllzählungen an den Stränden Europas haben ergeben, dass Kunststoffe bis zu 85 Prozent der Meeresabfälle ausmachen - die Hälfte davon sind Einwegkunststoffartikel, darunter auch viele lose Verschlüsse. Der Fahrer eines Abfallsammelfahrzeugs, der regelmäßig den Nordseestrand bei Cuxhaven von Abfall säubert, gibt an, dass hier lose Deckel noch nie ein großes Problem gewesen seien. Dasselbe bestätigen Hersteller von PET-Flaschen in Deutschland.
Dennoch schreibt die Richtlinie (EU) 2019/904 vor, dass PET-Flaschen bis 3 Liter ab dem 3. Juli 2024 nur noch mit solchen Verschlüssen verkauft werden dürfen. Hintergrund dieser Regelung ist der Umstand, dass es in den meisten Mitgliedsstaaten der EU keine mit dem deutschen System vergleichbaren Pfandsysteme gibt. Im Rahmen solcher Systeme sei eine Rückgabe von PET-Flaschen ohne Deckel immer schon die Ausnahme gewesen.

## Trivia
Die TV-Show Wetten, dass..? zeigte am 6. November 2021 aus Nürnberg eine Tierwette: Ein Terrier einer Hundetrainerin nahm etwa ein Dutzend Müllobjekte (Verpackungsteile und Holzaststücke) einzeln von einem Stück Kunstrasen auf, lief damit einen Hang hinauf und warf das jeweilige Stück in die passende Tonne. Die drei entsprechenden Tonnen waren bis zu 3/4 ihrer Höhe in den Boden eingelassen und standen mit etwas Abstand in einer Reihe: Blau mit einem Etikett „Papier“, Gelb für „Plastik“ und rechterhand Braun für „Bio“ (Kompostierbar). Der Hund schaffte die Aufgabe mit genau dem einen erlaubten Sortierfehler.
In Japan ist Spogomi mittlerweile eine verbreitete Unterkategorie des Joggens: Hier wird während des Laufens Müll gesammelt - bei Wettkämpfen muss dieser anschließend möglichst schnell und korrekt getrennt werden. Im November 2023 fanden in der japanischen Hauptstadt Tokio die ersten Weltmeisterschaften statt. In anderen Teilen der Welt wird dieser Sport als Plogging bezeichnet.